# Altair 8800
| QS-Informatik | Dieser Artikel wurde wegen inhaltlicher Mängel auf der Qualitätssicherungsseite der Redaktion Informatik eingetragen. Dies geschieht, um die Qualität der Artikel aus dem Themengebiet Informatik auf ein akzeptables Niveau zu bringen. Hilf mit, die inhaltlichen Mängel dieses Artikels zu beseitigen, und beteilige dich an der Diskussion! (+) Begründung: Überarbeitung notwendig: Rezeption fehlt, Belege fehlen häufig. Knurrikowski (Diskussion) 11:11, 29. Mai 2016 (CEST) |

Der Altair 8800 war ein früher Heimcomputer, damals „Microcomputer“ genannt zur Abgrenzung von den noch kühlschrankgroßen „Minicomputern“. Mit seinen Kippschaltern zur Eingabe und Leuchtdioden zur Ausgabe (Maschinenkonsole) hatte dieses Gerät noch nicht den Bedienkomfort späterer Personal Computer, dennoch wurde es bei seiner Markteinführung vom Hersteller bereits so bezeichnet. Nach dem Start über die Maschinenkonsole lassen sich auch Betriebssystem, Programmierumgebungen – das Altair BASIC war die erste vertriebene Software von Microsoft – oder andere Programme von externen Datenspeichern laden; Ein- und Ausgabe können dann über ein angeschlossenes Terminal erfolgen. Der Altair 8800 diente innerhalb des Homebrew Computer Clubs als Kernstück für weitere Entwicklungen und hatte so einen wesentlichen Einfluss bei der Entwicklung der ersten persönlichen Computer.
1974 wurde der Computer von Ed Roberts und seinem Unternehmen Micro Instrumentation and Telemetry Systems (MITS) entwickelt und ab 1975 für 395 US-Dollar als Bausatz mittels Anzeigen in Popular Electronics, Radio-Electronics und anderen Hobbyistenzeitschriften auf den Markt gebracht. Das Fertiggerät kostete 495 US-Dollar, nach heutiger Kaufkraft rund 2.500 US-Dollar.

## Geschichte
Während des Militärdienstes in den Waffenlabors der United States Air Force im Stützpunkt Kirtland (New Mexico) entschieden sich Ed Roberts und Forrest M. Mims III, ihr elektronisches Hintergrundwissen zu nutzen und kleine Raketenmodell-Bausätze für Bastler zu produzieren. Zu diesem Zweck gründeten sie zusammen mit Stab Nagle und Robert Zeller das Unternehmen Micro Instrumentation and Telemetry Systems, kurz MITS, in Roberts Garage in Albuquerque und begannen, Funksender und Instrumente für Raketenmodelle zu verkaufen.
1969 kaufte Roberts die Anteile der anderen und mietete ein größeres Büro, wo er Taschenrechner-Bausätze herstellte. Mims half ihm dabei, indem er Handbücher für einige der Bausätze schrieb, im Austausch dafür erhielt er Bausätze. 1972 aber entwickelte Texas Instruments einen eigenen Chip für Taschenrechner und begann komplette Taschenrechner für etwas mehr als die Hälfte des damals üblichen Marktpreises zu verkaufen. MITS und viele andere Unternehmen wurden durch diesen Umstand praktisch zerstört, und Roberts hatte nun Probleme, seine Schulden von einer halben Million US-Dollar zurückzuzahlen.
Mit der Vorstellung des Intel 8008 im Jahr 1972 und des verbesserten Nachfolgers 8080 im Jahr 1974 begannen einige Bastler, Mikrocomputer-Bausätze zu entwerfen. Im Juli 1974 wurde der Mark-8 in Radio-Electronics beworben. Der Bausatz wurde nur in Form von Bauplänen auf Papier verkauft, und obwohl ihm kein kommerzieller Erfolg beschieden war (oder gerade deshalb), bewog es die Redakteure von Popular Electronics dazu, als Erste einen kompletten Bausatz zu verkaufen. Zu diesem Zeitpunkt ist der weitere Verlauf der Geschichte unklar.

### Die Konstruktion

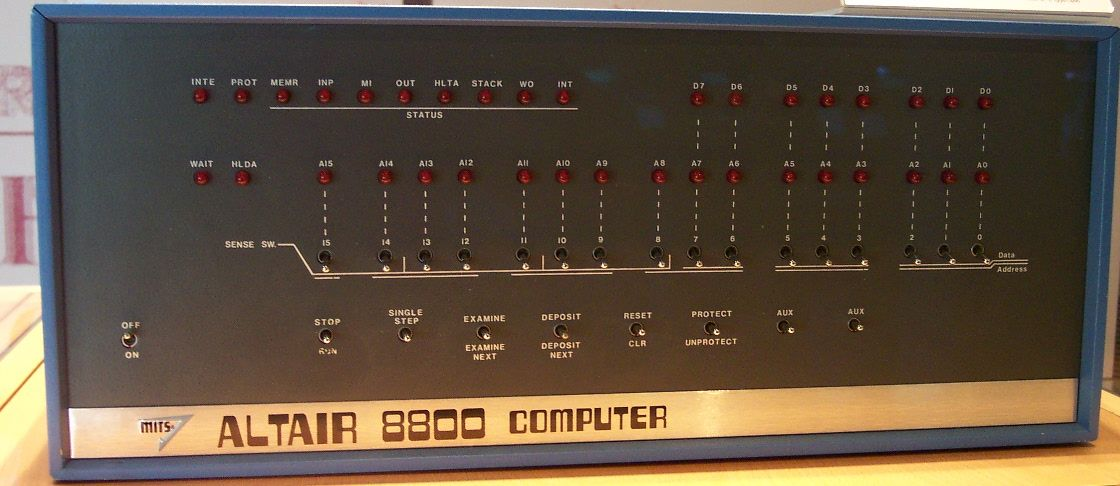
Altair 8800 CPU

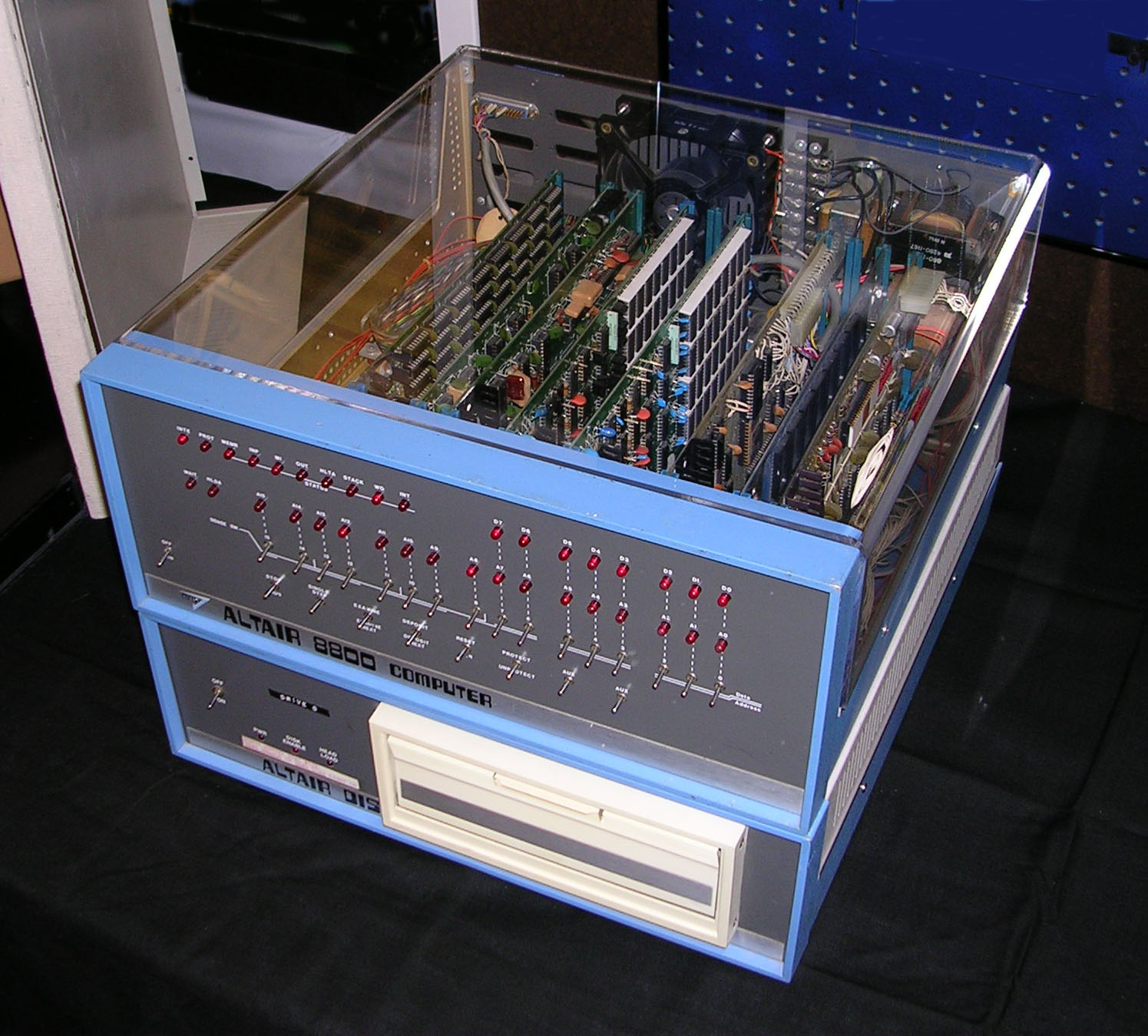
Altair 8800 mit Diskettenlaufwerk

Roberts suchte nach einem guten Geschäft für die CPU und brachte Intel schließlich dazu, ihm 8080-CPUs, die kosmetisch beschädigt waren, zu 75 US-Dollar statt des normalen (allerdings nur als symbolische Anspielung auf IBMs System/360-Mainframe zu verstehenden) Preises von 360 US-Dollar zu verkaufen.
Als Nächstes musste ein Name für den noch namenlosen Bausatz gefunden werden; Roberts schlug zu Ehren von Popular Electronics den Namen PE-8 vor. Les Solomon, der technische Leiter bei Popular Electronics, suchte jedoch nach einem einprägsameren Namen. Wie er später erzählen sollte, habe er dabei seine Tochter gefragt (die sich gerade eine Folge von Raumschiff Enterprise ansah), wie der Computer auf der Enterprise heiße. Dieser hatte keinen Namen, aber die Crew um Captain Kirk flog gerade zum Altair.

### Die Einführung
Das erste funktionierende Muster wurde umgehend nach New York zu Popular Electronics verschickt. Aufgrund eines Streiks bei dem Transportunternehmen kam dieses Exemplar aber nie an und ist seither verschollen. Jedoch hatte Solomon bereits Fotos vom Altair gemacht und schrieb den Artikel nun basierend auf den Fotos, während Roberts umgehend ein zweites Exemplar baute. Der Bausatz wurde am 19. Dezember 1974 offiziell verfügbar gemacht.
Der Bausatz wurde im Januar 1975 in Popular Electronics vorgestellt. Da immer mehr Elektronik digital wurde, wandten sich die Hobbyelektroniker jener Zeit dem Computer zu, waren aber mit den Fähigkeiten und der Flexibilität der damals erhältlichen Computerbausätze unzufrieden. Der Altair hatte diese Nachteile nicht und hatte das Potential, wirklich von Nutzen zu sein. Außerdem war er auf Erweiterbarkeit ausgelegt und ermöglichte alle möglichen Experimente. Roberts musste 200 Bausätze im ersten Jahr verkaufen, um die Gewinnschwelle zu erreichen – stattdessen trafen bereits am ersten Tag 200 Bestellungen ein und vermehrten sich auf mehrere Tausend im ersten Monat.
Nach nur elf Monaten tauchte auf dem Markt die erste Konkurrenz in Form des IMSAI 8080 (Verkaufsstart 16. Dezember 1975) auf, der zusätzlich über eine Tastatur, Monitor und einen Floppy-Disk-Controller verfügte. Roberts war aufgebracht und verbrachte immer mehr Zeit damit, konkurrierende Unternehmen auszubooten, anstatt den Altair zu verbessern. 1976 waren schließlich eine Anzahl Bausätze erhältlich, die dem Altair voraus waren, und als Roberts von den aufkommenden Computerläden verlangte, nur noch den Altair zu verkaufen, wandten sich diese der Konkurrenz zu. So wurde MITS aus dem Markt geworfen, den die Firma selber geschaffen hatte.

### Produktionsende
Am 22. Mai 1977 kaufte die Pertec Computer Corporation, ein sehr viel größerer Hersteller von Diskettenlaufwerken, MITS auf. Der Altair wurde daraufhin vom Markt genommen. Da MITS nicht die Rechte an Altair BASIC besaß und dieses nun unter dem Label von Micro-Soft weiter vermarktet wurde, gab es später einen Rechtsstreit zwischen der Pertec Computer Corporation und Microsoft.

## Technik

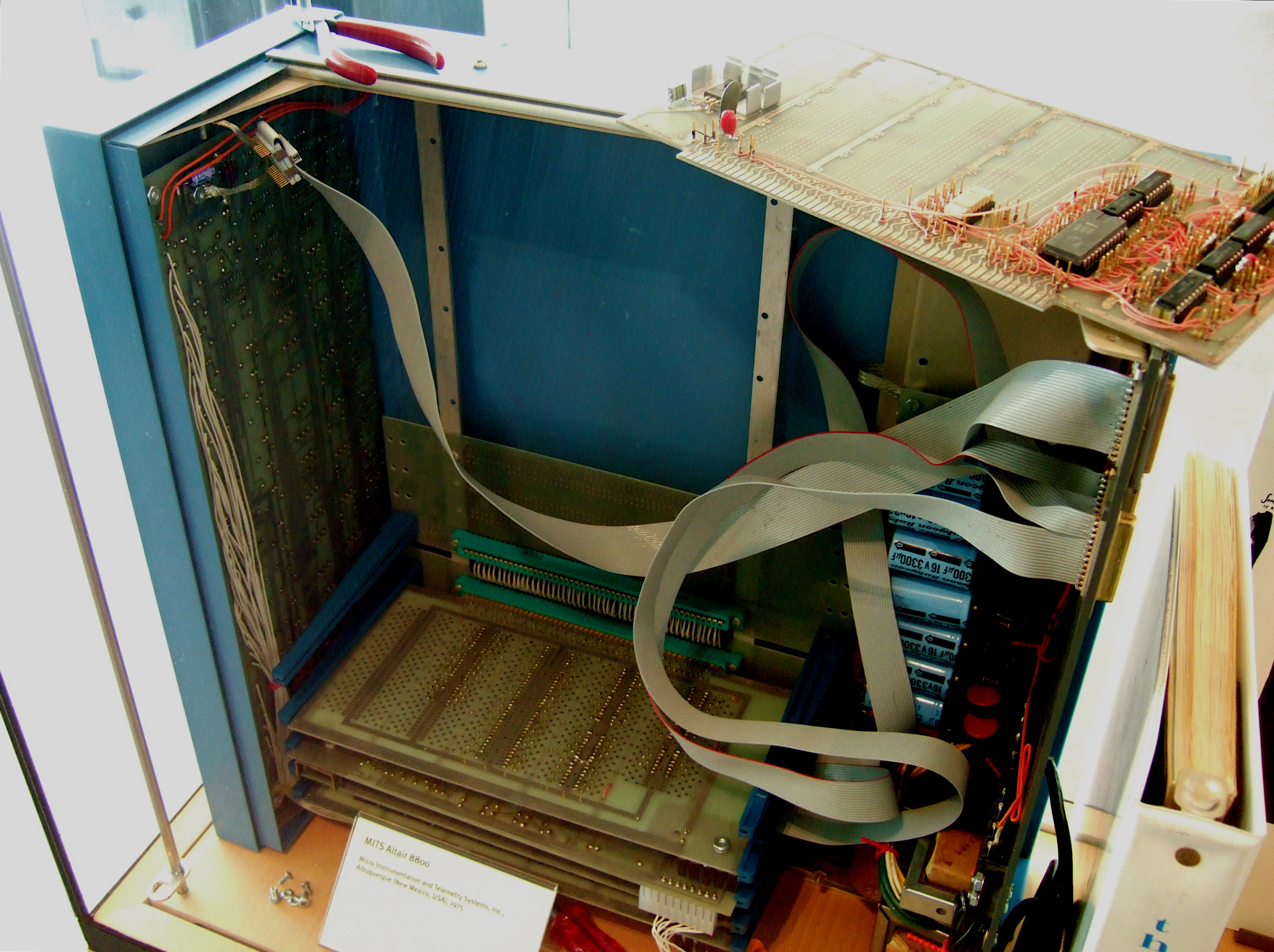
Altair 8800 Innenansicht

Der verloren gegangene Prototyp bestand aus vier Karten, die übereinander gestapelt wurden. Die Bauteile für den kompletten Rechner passten nicht auf eine einzelne Hauptplatine. Ein weiteres Problem war, dass viele Teile, um den Altair überhaupt richtig nützlich zu machen, noch gar nicht existierten oder bis zur Vorstellung noch nicht fertig entwickelt sein würden.
Deshalb entschied sich Roberts bei der Konstruktion des Bausatzes, den Rechner auf austauschbaren Karten aufzubauen und die Hauptplatine so auf nicht mehr als eine Verbindung zwischen den einzelnen Karten zu reduzieren (Backplane). Das Basismodell bestand aus fünf Platinen, darunter eine für die CPU (2 MHz Intel 8080) und eine für den Arbeitsspeicher (256 Byte, erweiterbar auf 64 KB). Später gab es als zusätzliche Karten Massenspeicher, Ein/Ausgabe-Geräte (u. a. ein RS-232-Interface) und Speichererweiterungen.

### S-100-Bus
Anschließend musste noch eine günstige Steckverbindung gefunden werden – Roberts fand diesen im Randstecker mit 100 Pins. Das Ganze nannte er den S-100-Bus. Der S-100 wurde durch die professionelle Computergemeinde anerkannt und so zum ersten im Industriestandard unter der Nummer IEEE 696 genormten Bussystem. Er wurde außerdem zur Basis weiterer konkurrierender Mikrocomputer (z. B. IMSAI, SOL, Cromemco) und etwa bis 1985 verwendet.
Im Grunde genommen war dieser Bus nichts anderes als die auf die Backplane geführten Pins der CPU. Der Aufbau war nicht durchdacht; so wurden verschiedene Stromleitungen mit unterschiedlichen Spannungen nebeneinander geführt, was Kurzschlüsse begünstigte. Eine weitere Kuriosität des Systems war, dass es über zwei unidirektionale 8 bit breite Datenbusse verfügte, aber nur einen bidirektionalen 16 bit breiten Adressbus. Aus Kostengründen wurde außerdem ein Netzteil verwendet, das elektrische Spannungen von +8 und +15 Volt lieferte, die auf den Karten auf die Standardspannungen von TTL (+5 V) und RS-232 (+12 V) heruntergeregelt werden mussten.

### Modelle
Weiter vertriebene Varianten waren:
- Altair 8800a: Verbaut war ein anderes Netzgerät mit einer Busspannung von 15 Volt und einer Stromstärke von 500 mA. Der Rechner hatte andere Kippschalter und einen Lüfter.[11]
- Altair 8800b: Ein wiederum anderes Netzgerät versorgte den Bus mit 18 Volt Spannung und 2 Ampere. Das Aussehen der Frontplatte wurde geändert.[12]

### Bedienung
Das Gerät selbst verfügte nicht über die heute übliche Peripherie, nicht einmal über eine Tastatur. Das Frontpanel verfügte über LEDs zur Anzeige von Adress- und Datenleitungen sowie über Kippschalter zur bitweisen Programmierung (siehe auch Maschinenkonsole). Zur Benutzung von Altair BASIC oder CP/M als Kommandozeilen-Betriebssystem musste ein Text-Terminal oder ein Fernschreiber über das RS-232-Interface angeschlossen werden.